# Сборная Сербии по футболу (до 17 лет)
Сборная Сербии по футболу до 17 лет (серб. Фудбалска репрезентација Србије до 17 година) — национальная футбольная команда, представляющая Сербию в международных юношеских турнирах и товарищеских матчах. За неё имеют право выступать игроки возрастом 17 лет и младше. Контролируется Футбольным союзом Сербии.
Сборная дважды квалифицировалась на чемпионат Европы до 17 лет. На чемпионатах мира (до 16 / до 17 лет) сборная не выступала.

## Статистика выступлений

### Чемпионат Европы (до 16 / до 17 лет)
| Сборная               | Год   | Раунд                                       | И                                           | В                                           | Н*                                          | П                                           | МЗ                                          | МП                                          |
| --------------------- | ----- | ------------------------------------------- | ------------------------------------------- | ------------------------------------------- | ------------------------------------------- | ------------------------------------------- | ------------------------------------------- | ------------------------------------------- |
| / ФР Югославия        | 1982  | 3-е место                                   | 2                                           | 0                                           | 1                                           | 1                                           | 1                                           | 2                                           |
| / ФР Югославия        | 1984  | 4-е место                                   | 2                                           | 0                                           | 0                                           | 2                                           | 1                                           | 6                                           |
| / ФР Югославия        | 1985  | Групповой этап                              | 3                                           | 1                                           | 1                                           | 1                                           | 2                                           | 3                                           |
| / ФР Югославия        | 1986  | Не квалифицировалась                        | Не квалифицировалась                        | Не квалифицировалась                        | Не квалифицировалась                        | Не квалифицировалась                        | Не квалифицировалась                        | Не квалифицировалась                        |
| / ФР Югославия        | 1987  | Групповой этап                              | 3                                           | 0                                           | 1                                           | 2                                           | 1                                           | 7                                           |
| / ФР Югославия        | 1988  | Групповой этап                              | 3                                           | 0                                           | 1                                           | 2                                           | 1                                           | 3                                           |
| / ФР Югославия        | 1989  | Групповой этап                              | 3                                           | 2                                           | 1                                           | 0                                           | 4                                           | 0                                           |
| / ФР Югославия        | 1990  | 2-е место                                   | 5                                           | 4                                           | 0                                           | 1                                           | 10                                          | 4                                           |
| / ФР Югославия        | 1991  | Групповой этап                              | 3                                           | 1                                           | 0                                           | 2                                           | 5                                           | 7                                           |
| / ФР Югославия        | 1992  | Групповой этап                              | 3                                           | 2                                           | 0                                           | 1                                           | 4                                           | 5                                           |
| / ФР Югославия        | 1993  | Не квалифицировалась                        | Не квалифицировалась                        | Не квалифицировалась                        | Не квалифицировалась                        | Не квалифицировалась                        | Не квалифицировалась                        | Не квалифицировалась                        |
| / ФР Югославия        | 1994  | Снялась с турнира                           | Снялась с турнира                           | Снялась с турнира                           | Снялась с турнира                           | Снялась с турнира                           | Снялась с турнира                           | Снялась с турнира                           |
| / ФР Югославия        | 1995  | Не квалифицировалась                        | Не квалифицировалась                        | Не квалифицировалась                        | Не квалифицировалась                        | Не квалифицировалась                        | Не квалифицировалась                        | Не квалифицировалась                        |
| / ФР Югославия        | 1996  | Не квалифицировалась                        | Не квалифицировалась                        | Не квалифицировалась                        | Не квалифицировалась                        | Не квалифицировалась                        | Не квалифицировалась                        | Не квалифицировалась                        |
| / ФР Югославия        | 1997  | Не квалифицировалась                        | Не квалифицировалась                        | Не квалифицировалась                        | Не квалифицировалась                        | Не квалифицировалась                        | Не квалифицировалась                        | Не квалифицировалась                        |
| / ФР Югославия        | 1998  | Не квалифицировалась                        | Не квалифицировалась                        | Не квалифицировалась                        | Не квалифицировалась                        | Не квалифицировалась                        | Не квалифицировалась                        | Не квалифицировалась                        |
| / ФР Югославия        | 1999  | Не квалифицировалась                        | Не квалифицировалась                        | Не квалифицировалась                        | Не квалифицировалась                        | Не квалифицировалась                        | Не квалифицировалась                        | Не квалифицировалась                        |
| / ФР Югославия        | 2000  | Не квалифицировалась                        | Не квалифицировалась                        | Не квалифицировалась                        | Не квалифицировалась                        | Не квалифицировалась                        | Не квалифицировалась                        | Не квалифицировалась                        |
| / ФР Югославия        | 2001  | Не квалифицировалась                        | Не квалифицировалась                        | Не квалифицировалась                        | Не квалифицировалась                        | Не квалифицировалась                        | Не квалифицировалась                        | Не квалифицировалась                        |
| / Сербия и Черногория | 2002  | Четвертьфинал                               | 4                                           | 2                                           | 0                                           | 2                                           | 10                                          | 10                                          |
| / Сербия и Черногория | 2003  | Не квалифицировалась                        | Не квалифицировалась                        | Не квалифицировалась                        | Не квалифицировалась                        | Не квалифицировалась                        | Не квалифицировалась                        | Не квалифицировалась                        |
| / Сербия и Черногория | 2004  | Не квалифицировалась                        | Не квалифицировалась                        | Не квалифицировалась                        | Не квалифицировалась                        | Не квалифицировалась                        | Не квалифицировалась                        | Не квалифицировалась                        |
| / Сербия и Черногория | 2005  | Не квалифицировалась                        | Не квалифицировалась                        | Не квалифицировалась                        | Не квалифицировалась                        | Не квалифицировалась                        | Не квалифицировалась                        | Не квалифицировалась                        |
| / Сербия и Черногория | 2006  | Групповой этап                              | 3                                           | 0                                           | 1                                           | 2                                           | 2                                           | 7                                           |
| Сербия                | 2007  | Не квалифицировалась                        | Не квалифицировалась                        | Не квалифицировалась                        | Не квалифицировалась                        | Не квалифицировалась                        | Не квалифицировалась                        | Не квалифицировалась                        |
| Сербия                | 2008  | Групповой этап                              | 3                                           | 1                                           | 1                                           | 1                                           | 2                                           | 1                                           |
| Сербия                | 2009  | Не квалифицировалась                        | Не квалифицировалась                        | Не квалифицировалась                        | Не квалифицировалась                        | Не квалифицировалась                        | Не квалифицировалась                        | Не квалифицировалась                        |
| Сербия                | 2010  | Не квалифицировалась                        | Не квалифицировалась                        | Не квалифицировалась                        | Не квалифицировалась                        | Не квалифицировалась                        | Не квалифицировалась                        | Не квалифицировалась                        |
| Сербия                | 2011  | Групповой этап                              | 3                                           | 0                                           | 1                                           | 2                                           | 3                                           | 7                                           |
| Сербия                | 2012  | Не квалифицировалась                        | Не квалифицировалась                        | Не квалифицировалась                        | Не квалифицировалась                        | Не квалифицировалась                        | Не квалифицировалась                        | Не квалифицировалась                        |
| Сербия                | 2013  | Не квалифицировалась                        | Не квалифицировалась                        | Не квалифицировалась                        | Не квалифицировалась                        | Не квалифицировалась                        | Не квалифицировалась                        | Не квалифицировалась                        |
| Сербия                | 2014  | Не квалифицировалась                        | Не квалифицировалась                        | Не квалифицировалась                        | Не квалифицировалась                        | Не квалифицировалась                        | Не квалифицировалась                        | Не квалифицировалась                        |
| Сербия                | 2015  | Не квалифицировалась                        | Не квалифицировалась                        | Не квалифицировалась                        | Не квалифицировалась                        | Не квалифицировалась                        | Не квалифицировалась                        | Не квалифицировалась                        |
| Сербия                | 2016  | Групповой этап                              | 3                                           | 0                                           | 1                                           | 2                                           | 2                                           | 5                                           |
| Сербия                | 2017  | Групповой этап                              | 3                                           | 1                                           | 0                                           | 2                                           | 2                                           | 4                                           |
| Сербия                | 2018  | Групповой этап                              | 3                                           | 0                                           | 0                                           | 3                                           | 0                                           | 6                                           |
| Сербия                | 2019  | Не квалифицировалась                        | Не квалифицировалась                        | Не квалифицировалась                        | Не квалифицировалась                        | Не квалифицировалась                        | Не квалифицировалась                        | Не квалифицировалась                        |
| Сербия                | 2020  | Турнир отменён                              | Турнир отменён                              | Турнир отменён                              | Турнир отменён                              | Турнир отменён                              | Турнир отменён                              | Турнир отменён                              |
| Сербия                | 2021  | Турнир отменён                              | Турнир отменён                              | Турнир отменён                              | Турнир отменён                              | Турнир отменён                              | Турнир отменён                              | Турнир отменён                              |
| Сербия                | 2022  | Будет определено позднее, минимум 4-е место | Будет определено позднее, минимум 4-е место | Будет определено позднее, минимум 4-е место | Будет определено позднее, минимум 4-е место | Будет определено позднее, минимум 4-е место | Будет определено позднее, минимум 4-е место | Будет определено позднее, минимум 4-е место |
| Итого                 | Итого | 16/37                                       | 46                                          | 14                                          | 9                                           | 23                                          | 40                                          | 77                                          |

* В число ничьих включены матчи, завершившиеся серией послематчевых пенальти.